# Экспресс АМ8
«Экспресс АМ8» — коммерческий геостационарный телекоммуникационный спутник средней размерности, входящий в серию «Экспресс». Изготовлен в ОАО «Информационные спутниковые системы» имени академика М.Ф. Решетнёва» по заказу российского спутникового оператора ФГУП «Космическая связь».
Космический аппарат (КА) работает в точке стояния 14° з. д. и является частью космической группировки Экспресс. Несмотря на то, что «Экспресс АМ8» находится в той же точке стояния, что и спутник Экспресс А4, зоны его покрытия несколько другие: Европа, Африка и Америка в C-диапазоне и Европа, Азия, Африка, Северная и Южная Америка в Ku-диапазоне. Кроме того, спутник обладает двумя транспондерами L-диапазона

## История создания
Контракт на производство спутника «Экспресс АМ8» между ФГУП «Космическая связь» и ОАО «Информационные спутниковые системы» имени академика М. Ф. Решетнёва" был подписан 22 сентября 2010 года. В соответствии с условиями контракта ОАО «ИСС» отвечает за проектирование, разработку, изготовление, интеграцию и испытания КА, а также за создание динамического программного имитатора. Кроме того, предприятие предоставит оператору техническую поддержку в процессе эксплуатации спутника. Также, в тот же день были подписаны контракты на создание двух других телекоммуникационных космических аппаратов — «Экспресс-АТ1» и «Экспресс-АТ2».
В апреле 2012 года прошло критическое рассмотрение проекта «Экспресс АМ8» (наряду с «Экспресс-АТ1» и «Экспресс-АТ2») после чего началось изготовление оборудования для космических аппаратов.
28 декабря 2012 года конструкция модуля полезной нагрузки «Экспресс АМ8» была отправлена в компанию Thales Alenia Space для установки на неё ретрансляционного оборудования.
2 марта 2015 года спутник «Экспресс АМ8» был доставлен на космодром Байконур самолётом Ан-124-100 «Руслан».
Спутник был выведен на орбиту 14 сентября 2015 года.
1 декабря 2015 года, после проведения испытаний передан на управление ФГУП «Космическая связь» для введения в штатную эксплуатацию.

## Конструкция

### Космическая платформа
КА «Экспресс АМ8» был изготовлен на базе спутниковой платформы Экспресс-1000НTB, которая по своим удельным техническим и эксплуатационным характеристикам более чем в два раза превосходит платформу спутников «Экспресс АМ33/44» МСС-767, предыдущую платформу ОАО ИСС. Одной из особенностей платформы является комбинированная система терморегулирования, где применяется полностью резервированный жидкостный контур. Оборудование платформы размещено на сотопанелях (с внутренним строением пчелиных сот), которые в свою очередь крепятся на изогридную («вафельную») центральную трубу. На платформе применяются солнечные батареи на основе трёхкаскадных арсенид-галлиевых фотопреобразователей производства ОАО НПП «Квант» (г. Москва), литий-ионные аккумуляторные батареи Saft VS 180 производства французской компании Saft и стационарные плазменные двигатели СПД-100 производства ОКБ Факел (г. Калининград) для осуществления коррекции по долготе и широте.
Вес спутника на орбите — около 2100 кг и он имеет срок активного существования более 15 лет. Мощность, выделяемая платформой для питания бортового ретрансляционного комплекса составляет 5880 Вт.

### Полезная нагрузка
Конструкция модуля полезной нагрузки КА «Экспресс АМ8» изготовлена в ОАО «ИСС». В её составе использованы сотовые панели общей площадью 30 м², содержащие 185 тепловых труб для поддержания температуры бортовых приборов в пределах допустимых значений.
Оборудование полезной нагрузки изготовлено французской компанией Thales Alenia Space. На космическом аппарате установлено 24 транспондера в C-, 16 в Ku-диапазоне, а также 2 транспондера L-а. Общая масса полезной нагрузки составит около 661 кг.
Полезная нагрузка КА «Экспресс АМ8» включает несколько зон покрытия:
В C-диапазоне:
- «Фиксированный луч № 1» предназначен для работы на территории Европы, а также Северной и Центральной Африки;
- «Фиксированный луч № 2» предназначен для работы на территории всей Южной и части Северной Америк;

В Ku-диапазоне:
- «Фиксированный луч № 1» предназначен для работы на территории Европы и Ближнего Востока;
- «Фиксированный луч № 2» предназначен для работы на территории Северной Африки, Южной Европы и Ближнего Востока;
- «Фиксированный луч № 3» предназначен для работы на территории всей Южной и части Северной Америк;